# Luis Petrucelli
Luis Petrucelli (* 18. Januar 1903 in Buenos Aires; † 28. Februar 1941 ebenda) war ein argentinischer Bandoneonist, Bandleader und Tangokomponist.

## Leben
Petrucelli hatte Bandoneonunterricht bei Arturo Herman Bernstein und begann seine Laufbahn als Nachfolger von Ricardo Brignolo in einer Formation des Pianisten Samuel Castriota. Danach spielte er in rascher Folge Bandoneon in den Orchestern Carlos Vicente Geroni Flores’ (mit Juan Bautista Guido) und Agesilao Ferrazzanos (mit Enrique Pollet), in einem von José Martínez geleiteten Sextett (mit Pedro Maffia) und schloss sich schließlich dem Orchester Carlos Marcuccis an.
Im Jahr 1922 trat er mit seinem ersten eigenen Orchester im Casino Pigall auf. Dessen Mitglieder waren José María Rizzuti (Klavier), Petrucelli selbst und Pedro Maffia (Bandoneon), Bernardo Germino und José Rosito (Geige) und Humberto Constanzo (Kontrabass). Zum Ende des Jahres löste er sein Orchester auf, um mit Juan Carlos Cobián und Tito Roccatagliatta als Trio bei privaten Veranstaltungen der High Society von Buenos Aires zu spielen. Später kamen der Geiger Eduardo Armani und der Bandoneonist Nicolás Primiani und schließlich der Kontrabassist Hugo Ricardo Baralis hinzu. In dieser Besetzung trat die Gruppe 1923 bei den Karnevalsbällen in Rosario auf.
Danach gründete Cobián ein eigenes Orchester mit Petrucelli und Pedro Maffia als Bandoneonisten, Agesilao Ferrazzano und Julio De Caro als Geiger und Humberto Constanzo als Kontrabassist, das im Abdullah Club auftrat. Nachdem Ciobián die Gruppe verlassen hatte, um in den USA aufzutreten, setzte Petrucelli die Auftritte im Abdullah Club noch kurze Zeit mit Pedro Maffia, Vicente Gorrese (Klavier), Bernardo Germino und Fernando Franco (Geige) und Humberto Constanzo fort. Schließlich spielte er im Café Los Andes mit De Caro unter der Leitung von Eduardo Pereyra.
Ende 1923 gründeten Julio und Francisco De Caro ein Quartett mit Petrucelli und Pedro Maffia. Bald kamen der Geiger José Rosito, der später durch Emilio De Caro ersetzt wurde, und der Kontrabassist Leopoldo Thompson hinzu. Mit dieser Formation nahm er den Tango Todo corazón auf. Nach der Trennung von dieser Gruppe spielte Petrucelli 1925 nacheinander in den Orchestern Juan Carlos Bazáns (in Mar del Plata), José Martínez’ und Eduardo Pereyras und kam zum Ende des Jahres schließlich zum Orquesta Típica Victor. 
1926 reiste er in die USA, um sich dem Orchester Francisco Canaros anzuschließen. Nach seiner Rückkehr nach Argentinien begleitete er mit einem neuen Orchester zwischen 1928 und 1931 den Geiger Elvino Vardaro bei 54 Aufnahmen. Dieses Orchester war mit ihm selbst und Enrique Pollet (Bandoneon), Vicente Gorrese (Klavier), Bernardo Germino und Manlio Francia (Geige) und Hugo Ricardo Baralis (Kontrabass) besetzt. Anfang der 1930er Jahre entstanden einige Aufnahmen beim Label Brunswick mit dem Orchester Osvaldo Fresedos, dessen festes Mitglied er nach dem Tod Juan Salvatores 1936 wurde. 
Das kompositorische Werk Petrucellis ist nicht umfangreich. Zu nennen sind A mi madre, Negro el veinte, Viejo romance, Añoranzas und Es costumbre o es cariño.